# Cetonia
Cetonia is een geslacht van kevers uit de familie bladsprietkevers (Scarabaeidae). Het geslacht werd voor het eerst wetenschappelijk beschreven in 1775 door Fabricius.

## Soorten
- Ondergeslacht Cetonia
  - Cetonia aeratula Reitter, 1891
  - Cetonia asiatica Gory & Percheron, 1833
  - Cetonia aurata (Linnaeus, 1758) – Gouden tor
  - Cetonia carthami Gory & Percheron, 1833
  - Cetonia cypriaca Alexis, 1994
  - Cetonia delagrangei Boucard, 1893
  - Cetonia funeraria Gory & Percheron, 1833
  - Cetonia kemali Delpont, 1995
  - Cetonia sexguttata Olsoufieff, 1916
  - Cetonia viridescens Reitter, 1891
- Ondergeslacht Eucetonia Schoch, 1894
  - Cetonia angulicollis Kraatz, 1889
  - Cetonia chinensis Schürhoff, 1942
  - Cetonia filchnerae Kolbe, 1908
  - Cetonia kolbei Curti, 1914
  - Cetonia magnifica Ballion, 1870
  - Cetonia pakistanica Krajcik & Jakl, 2004
  - Cetonia pilifera Motschulsky, 1860
  - Cetonia pililineata Schürhoff, 1942
  - Cetonia prasinata Bourgoin, 1915
  - Cetonia pygidionotis Schürhoff, 1942
  - Cetonia roelofsi Harold, 1880
  - Cetonia sakaii Antoine, 2000
  - Cetonia sichuana Krajcik, 2002
  - Cetonia viridiopaca Motschulsky, 1858
- Ondergeslacht Indocetonia Miksic, 1965
  - Cetonia bensoni Westwood, 1849
  - Cetonia laeviventris Arrow, 1910
  - Cetonia philippeantoinei Krajcik, 2016
  - Cetonia rhododendri Gestro, 1891
  - Cetonia rutilans Janson, 1881
  - Cetonia sehnali Krajcik, 2012
  - Cetonia vetusta Ritsema, 1885
  - Cetonia wrzecionkoi Krajcik, 2008
- Ondergeslacht Sakaiana Jákl, 2015
  - Cetonia annamitica Jákl, 2015
- Ondergeslacht niet zeker
  - Cetonia siamensis Antoine, 2000